# Aborto en Azerbaiyán
El aborto en Azerbaiyán fue legalizado el 23 de noviembre de 1955, mientras Azerbaiyán formaba parte de la Unión Soviética como la República Socialista Soviética de Azerbaiyán. La legislación actual que trata del aborto nunca ha sido cambiado, siguiendo vigente tras el colapso de la Unión Soviética y la independencia de Azerbaiyán en 1991. La legislación es una de las leyes sobre el aborto más liberal en el mundo, permitiendo el aborto a petición hasta la semana 28 de embarazo por una variedad de razones.
La ley permite el aborto a petición para razones de daño o muerte al feto y/o madre y la violación y el incesto, además de la muerte del marido durante el embarazo, una sentencia judicial para la madre o el padre, un mandato judicial que despoja la madre de los derechos de los padres, si la casa ya tenía más de cinco niños, si la relación entre la madre y el padre termina en divorcio o existen antecedentes familiares que incluyen una enfermedad mental o una deficiencia motriz.
Tradicionalmente, se ha utilizado el aborto como un método anticonceptivo en Azerbaiyán. En 2014, un 13.8% de embarazos en Azerbaiyán concluyó en el aborto, un aumento del porcentaje más bajo en 2005 (12.1%).